# Maria Zaucha
Maria Anna Zaucha, po mężu Jasińska, primo voto Kopczyńska (ur. 4 września 1952 w Mielcu) – polska siatkarka, mistrzyni Polski, reprezentantka Polski. Brązowa medalistka mistrzostw Europy (1971).

## Życiorys
W reprezentacji Polski debiutowała 11 czerwca 1971 w towarzyskim spotkaniu z Węgrami. Jej największym sukcesem w karierze był brązowy medal mistrzostw Europy w 1971. Wystąpiła także dwukrotnie na mistrzostwach świata w 1974 (9. miejsce) i 1978 (11. miejsce) oraz na mistrzostwach Europy w 1975 (6. miejsce) i 1977 (4. miejsce). Karierę reprezentacyjną zakończyła meczem mistrzostw świata z Czechosłowacją - 6 września 1978. Łącznie w seniorskiej reprezentacji Polski wystąpiła w 184 spotkaniach, w tym 165 oficjalnych.
Była wychowanką Stali Mielec, następnie występowała w barwach Startu Łódź (1971–1982), w barwach którego zdobyła mistrzostwo Polski w 1972, 1973, 1977, wicemistrzostwo Polski w 1974, 1978 i 1980 oraz brązowy medal mistrzostw Polski w 1976 i 1979.
Po zakończeniu kariery sportowej była funkcjonariuszem Milicji Obywatelskiej, następnie Policji w Słupsku.